# Kanton Chauny

Gemeinden des Kantons

Der Kanton Chauny ist ein französischer Wahlkreis im Département Aisne in der Region Hauts-de-France. Er umfasst 21 Gemeinden im Arrondissement Laon, sein bureau centralisateur ist in Chauny.

## Gemeinden
Der Kanton besteht aus 21 Gemeinden mit insgesamt 23.692 Einwohnern (Stand: 1. Januar 2022) auf einer Gesamtfläche von 166,14 km²:
| Gemeinde             | Einwohner 1. Januar 2022 | Fläche km² | Dichte Einw./km² | Code INSEE | Postleitzahl |
| -------------------- | ------------------------ | ---------- | ---------------- | ---------- | ------------ |
| Abbécourt            | 513                      | 5,96       | 86               | 02001      | 02300        |
| Amigny-Rouy          | 710                      | 13,08      | 54               | 02014      | 02700        |
| Autreville           | 791                      | 3,55       | 223              | 02041      | 02300        |
| Beaumont-en-Beine    | 172                      | 5,41       | 32               | 02056      | 02300        |
| Béthancourt-en-Vaux  | 425                      | 4,30       | 99               | 02081      | 02300        |
| Caillouël-Crépigny   | 459                      | 6,63       | 69               | 02139      | 02300        |
| Caumont              | 546                      | 5,71       | 96               | 02145      | 02300        |
| Chauny               | 11.456                   | 13,28      | 863              | 02173      | 02300        |
| Commenchon           | 219                      | 3,33       | 66               | 02207      | 02300        |
| Condren              | 682                      | 5,58       | 122              | 02212      | 02700        |
| Frières-Faillouël    | 976                      | 15,26      | 64               | 02336      | 02700        |
| Guivry               | 239                      | 7,15       | 33               | 02362      | 02300        |
| La Neuville-en-Beine | 191                      | 3,81       | 50               | 02546      | 02300        |
| Marest-Dampcourt     | 342                      | 8,35       | 41               | 02461      | 02300        |
| Neuflieux            | 78                       | 1,90       | 41               | 02542      | 02300        |
| Ognes                | 1.113                    | 6,14       | 181              | 02566      | 02300        |
| Pierremande          | 249                      | 7,57       | 33               | 02599      | 02300        |
| Sinceny              | 1.988                    | 13,13      | 151              | 02719      | 02300        |
| Ugny-le-Gay          | 186                      | 5,90       | 32               | 02754      | 02300        |
| Villequier-Aumont    | 675                      | 12,34      | 55               | 02807      | 02300        |
| Viry-Noureuil        | 1.682                    | 17,76      | 95               | 02820      | 02300        |
| Kanton Chauny        | 23.692                   | 166,14     | 143              | 0203       | –            |

Die Neuordnung beließ den Kanton Chauny fast unverändert, nur die Gemeinde Pierremande wurde hinzugefügt. Der vorherige Zuschnitt mit 20 Gemeinden entsprach einer Fläche von 158,57 km2. Er besaß vor 2015 einen anderen INSEE-Code als heute, nämlich 0209.

## Einwohner
| Bevölkerungsentwicklung | Bevölkerungsentwicklung |
| Jahr                    | Einwohner               |
| ----------------------- | ----------------------- |
| 1962                    | 22.082                  |
| 1968                    | 23.985                  |
| 1975                    | 24.450                  |
| 1982                    | 24.594                  |
| 1990                    | 24.572                  |
| 1999                    | 24.056                  |
| 2006                    | 24.641                  |
| 2011                    | 24.188                  |

## Politik
| Vertreter im conseil général des Départements | Vertreter im conseil général des Départements | Vertreter im conseil général des Départements |
| Amtszeit                                      | Namen                                         | Partei                                        |
| --------------------------------------------- | --------------------------------------------- | --------------------------------------------- |
| 1998–2015                                     | Jean-Luc Lanouilh                             | PCF                                           |
| 2015–                                         | Jean-Luc Lanouilh Fabienne Marchionnia        | –                                             |